# Turkisk vallört
Turkisk vallört (Symphytum orientale) är en strävbladig växtart som beskrevs av Carl von Linné. Enligt Catalogue of Life ingår Turkisk vallört i släktet vallörter och familjen strävbladiga växter, men enligt Dyntaxa är tillhörigheten istället släktet vallörter och familjen strävbladiga växter. Arten har ej påträffats i Sverige. Inga underarter finns listade i Catalogue of Life.

## Bildgalleri

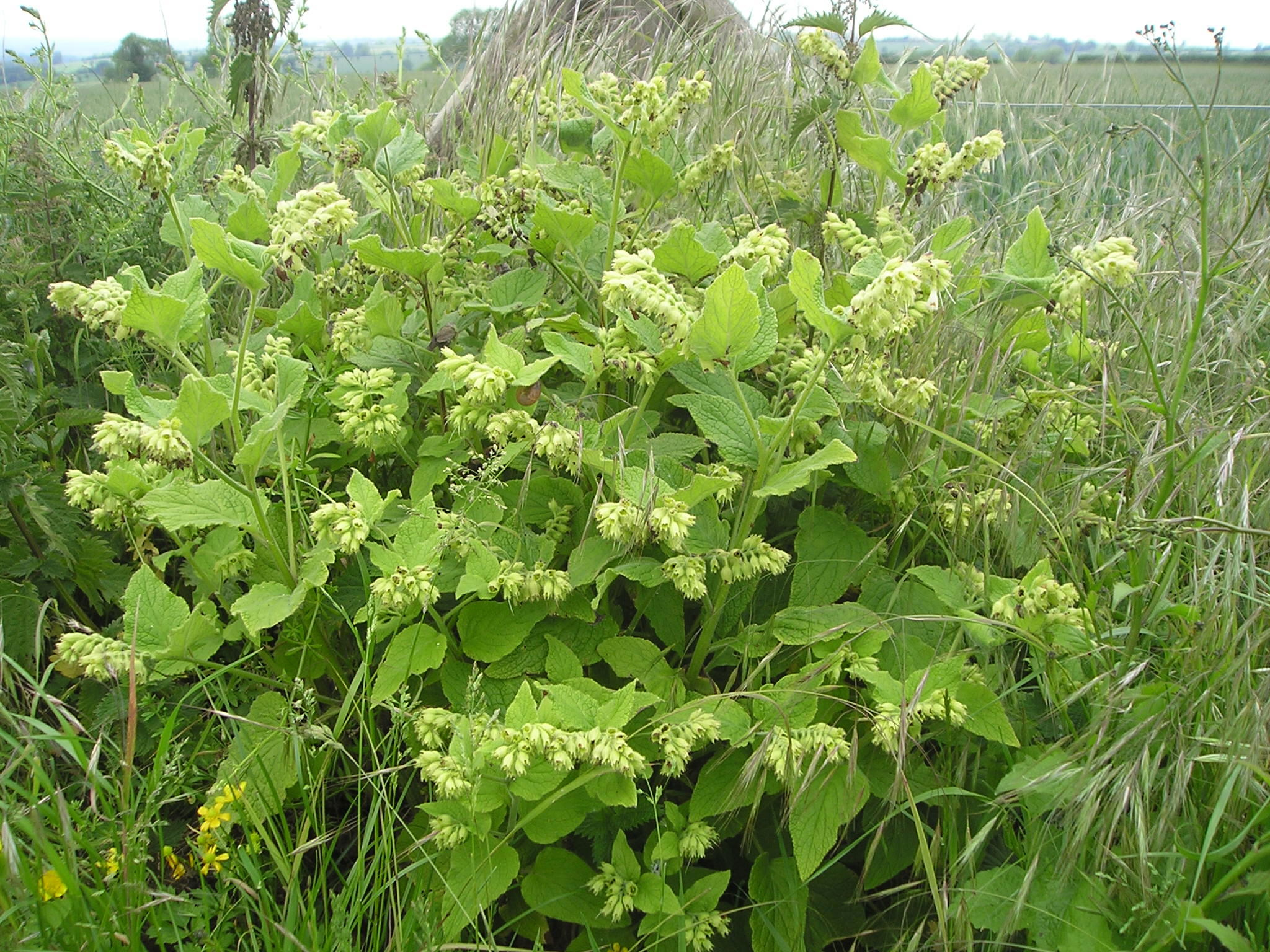